# Enallagma deserti
Enallagma deserti – gatunek ważki z rodziny łątkowatych (Coenagrionidae). Występuje w północno-zachodniej i północnej Afryce – od Maroka do Tunezji.
Ważka ta jest bardzo podobna do nimfy stawowej (E. cyathigerum), ale nieco większa; ich rozróżnienie jest możliwe jedynie w powiększeniu. Takson ten jest traktowany przez niektórych autorów jako podgatunek E. cyathigerum; na World Odonata List od 2023 roku nie jest traktowany jako osobny gatunek, tylko włączany do E. cyathigerum.